# Goclenius (cràter)

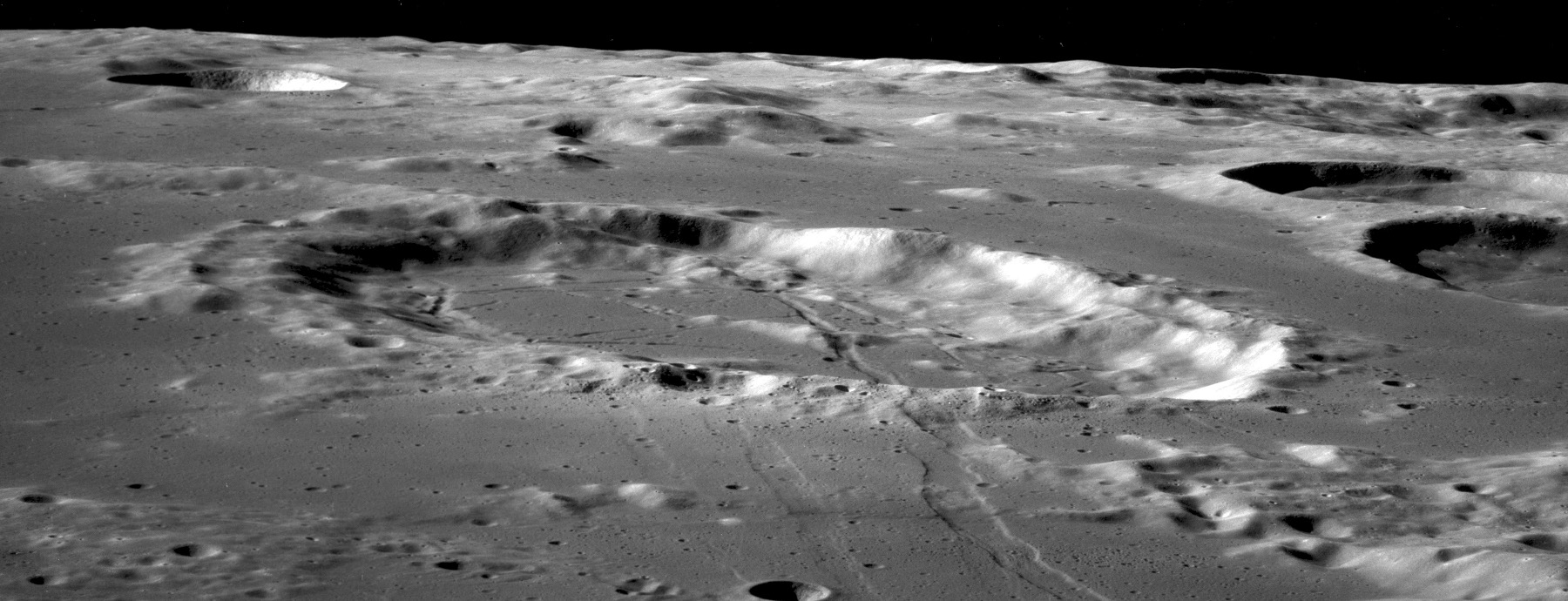
Fotografia de la missió Apol·lo 11

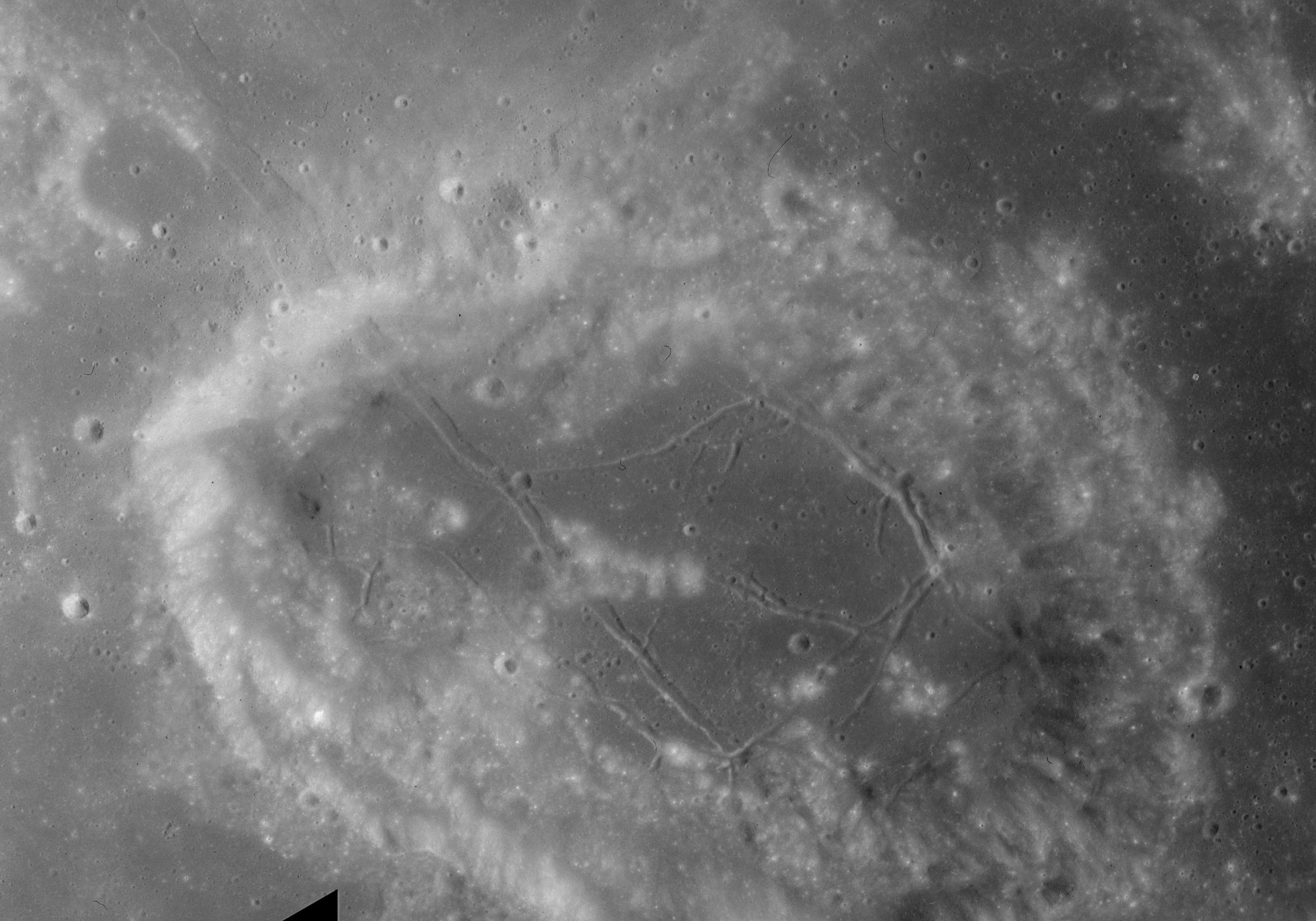
Fotografia de la missió Apol·lo 16

Goclenius és un cràter d'impacte lunar que es troba prop de la vora oest del Mare Fecunditatis. Es troba al sud-est del cràter inundat de lava Gutenberg, i al nord de Magelhaens. Al nord-oest apareix un sistema de rimae paral·leles que segueixen un curs amb rumb nord-oest, aconseguint una distància de fins a 240 quilòmetres. Aquest element es denomina Rimae Goclenius.
El brocal d'aquest cràter apareix desgastat, deformat i irregular, amb un perfil oval. El fons del cràter està cobert de lava, amb una sèrie de crestes orientades cap al nord-oest, en la mateixa adreça que els canons del sistema Rimae Goclenius. Una cresta similar es troba en el sòl del cràter Gutenberg, sent probable que tots dos elements es formessin al mateix temps, després que es creessin els cràters originals.
Una suau elevació se situa al nord-oest del punt central del cràter.

## Cràters satèl·lit
Per convenció aquests elements són identificats en els mapes lunars posant la lletra en el costat del punt central del cràter que està més prop de Goclenius.
|           | \| Goclenius \| Coordenades \| Diàmetre \| \| --------- \| ---------------------------------- \| -------- \| \| B \| 9° 12′ S, 44° 24′ E / 9.2°S,44.4°E \| 7 km \| \| U \| 9° 18′ S, 50° 06′ E / 9.3°S,50.1°E \| 22 km \| |          |
| Goclenius | Coordenades | Diàmetre |
| B         | 9° 12′ S, 44° 24′ E / 9.2°S,44.4°E | 7 km     |
| U         | 9° 18′ S, 50° 06′ E / 9.3°S,50.1°E | 22 km    |

El següent cràter ha estat canviat el nom per la UAI:
- Goclenius A: vegeu el cràter Ibn Battuta.